# ぬ
ぬ en hiragana ou ヌ en katakana sont deux kanas, caractères japonais qui représentent la même more. Ils sont prononcés /nɯ/ et occupent la 23e place de leur syllabaire respectif, entre に et ね.

## Origine
L'hiragana ぬ et le katakana ヌ proviennent, via les man'yōgana, du kanji 奴.

## Romanisation
Selon les systèmes de romanisation Hepburn, Kunrei et Nihon, ぬ et ヌ se romanisent en « nu ».

## Tracé
L'hiragana ぬ s'écrit en deux traits.

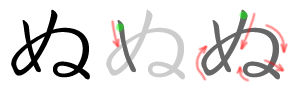
Ordre des traits pour ぬ

1. Trait oblique, de haut en bas et orienté vers la droite.
2. Trait débutant par une diagonale verticale orientée à gauche, puis réalisant une large boucle avant de se terminer sur la droite par une petite boucle.

Le katakana ヌ s'écrit en deux traits.

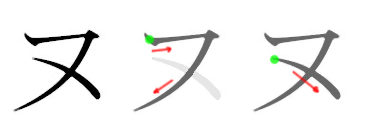
Ordre des traits pour ヌ

1. Trait horizontal, de gauche à droite, puis trait diagonal, de droite à gauche.
2. Trait diagonale, de gauche à droite, coupant la diagonale du premier trait en son milieu.

## Représentation informatique
- Unicode[1],[2] :
  - ぬ : U+306C
  - ヌ : U+30CC